# Uqba ibn Nafi
Uqba ibn Nafi ibn Abd-al-Qays al-Fihrí al-Quraixí (àrab: عقبة بن نافع الفهري القرشي, ‘Uqba b. Nāfi‘ al-Fihrī al-Quraxī) o, simplement, Uqba ibn Nafi (vers 632 - 683) fou un general àrab, conqueridor de l'Àfrica del nord. És considerat un company de Mahoma.
Era nebot per part de mare d'Amr ibn al-As, el conqueridor d'Egipte. El 642 va participar en l'expedició del seu oncle a Cirenaica, arribant a la ciutat de Barca, sent enviat cap al Fezzan fins a Zawila, on va restar un cert temps. El 646 i 648 va participar en la campanya contra el romà d'Orient Gregori d'Àfrica que va dirigir Abd-Al·lah ibn Sad.
Fou el seu oncle qui el 662/663, poc abans de morir el 663, va donar al seu nebot el comandament sobre els territoris de l'oest d'Egipte. Uqba va dirigir llavors (662/663) una expedició contra les tribus amazigues del sud de Trípoli de Líbia i va ocupar Jarma, capital del Garamants, i altres fortaleses; d'allí va seguir al sud cap al territori dels negres i va conquerir Kuwar, a mig camí entre Fezzan i el llac Txad. El 670 va fer una nova expedició que va arribar a Ghadames, Gafsa i Qastíliya, llocs que va conquerir; les fonts romanes d'Orient parlen d'una expedició àrab que va fer 80.000 captius. Fou en aquesta expedició que Uqba va decidir fundar un campament a Qastíliya, a la província romana d'Orient de la Bizacena, que prengué el nom d'al-Qayrawan (Kairuan), renunciant al que havia construït el governador d'Ifríqiya Muàwiya ibn Hudayj as-Sakuní a al-Karn, en un lloc no gaire llunyà.
El 673 o 674 fou destituït com a governador d'Ifríqiya pel califa Muàwiya I i el govern fou agregat a Egipte, el governador del qual, Màslama o Múslima ibn Màkhlad al-Ansarí (667-682), va enviar a un antic esclau seu per governar la zona, anomenat Abu-l-Muhàjir Dinar (674 o 675) que va fer empresonar a Uqba; després va fer diverses expedicions al que avui dia és Algèria, arribant fins a Tlemcen i buscant l'aliança dels amazics contra els afàriqa o afroromans (inclosos grecs). Després de derrotar el cap amazic dels awraba Kusayla (Kosayla o Kasila) del qual va acceptar la conversió a l'islam i va unir les seves forces a les pròpies. El 680 va morir el califa Muawiya I i el nou califa Yazid I va restituir a Uqba com a governador. Llavors va fer empresonar a Abu-l-Muhàjir Dinar i a Kosyala i va iniciar una expedició (681) de més envergadura que les anteriors; va avançar cap a l'oest i va arribar fins a la riba de l'Atlàntic. Va sortir de Kairuan precedit per l'avantguarda conduïda per Zuhayr ibn Kays al-Balawi, i va avançar cap a Magreb central derrotant els amazics i romans d'Orient al Zab i a Tahart, va seguir cap a l'oest i va arribar a Tànger que li va entregar un cap amazic local anomenat Ilyan (el comte Olban o Julià?) que li va desaconsellar creuar cap a la península Ibèrica i llavors va girar cap al sud cap al massís Zarhun entrant a Volúbilis (Walila), creuant l'Atles Mitjà i marxant pre la regió del Draa fins al Sus i d'allí a la costa Atlàntica; va atacar terres dels amazics masmuda de l'Atles i Anti Atles fins a Tarudant. Durant la campanya Kosayla que igual que Abu l-Muhadjir Dinar acompanyaven com a presoners a Uqba, es va poder escapar i, aliat als romans d'Orient, va començar a organitzar la resistència amaziga. De tornada, al Magreb central, l'exèrcit va mostrar descontentament per les campanyes d'Uqba; en arribar a Tubna (Thubunae) al Zab, Uqba va dividir el seu exèrcit en dues parts i va reenviar algunes unitats cap a Kairuan mentre ell mateix es dirigia a la regió de l'Aurès (Awras); a Tahudha (Thabudeos) al sud-est de Biskra, el seu exèrcit reduït fou atacat i derrotat per Kusayla i Uqba va morir amb 300 dels seus homes (683); entre els morts hi havia el seu presoner Abu l-Muhadjir Dinar. La seva suposada tomba està a Sidi Uqba.